# Tarwon Jirapan
Tarwon Jirapan (nascido em 1 de abril de 1939) é um ex-ciclista tailandês. Representou sua nação nos Jogos Olímpicos de Verão de 1964.